# Le Miroir hypnotique

Le Miroir hypnotique est un film muet français réalisé par Louis Feuillade, sorti en 1909.

## Distribution
- Renée Carl
- Maurice Vinot